# 董進第
董進第（1494年—？），字子庸，直隸大名府元城縣人，民籍，明朝政治人物。

## 生平
正德十一年（1516年）丙子科順天府鄉試第九十四名舉人。正德十六年（1521年）中式辛巳科第三甲第七十名進士。授浙江慈溪县知县，嘉靖四年（1525年）任太湖知縣，八年（1529年）九月选授礼科给事中，九年十月奉命往山西查勘巡按御史赵镗与巡抚张翰相讦奏不法事，十一年三月升礼科右，进吏科左，十三年九月升吏科都。十四年十月因廷推吏部尚書一职，触怒世宗，包括董进第在内的六科十三道掌印官被尽禠职为民，永不起用。

## 家族
曾祖董敖，曾任壽官；祖父董秉，曾任監生；父董澤，曾任歲貢生。母李氏。具庆下。兄进选、弟进国、进翰。